# Thiết kế môi trường

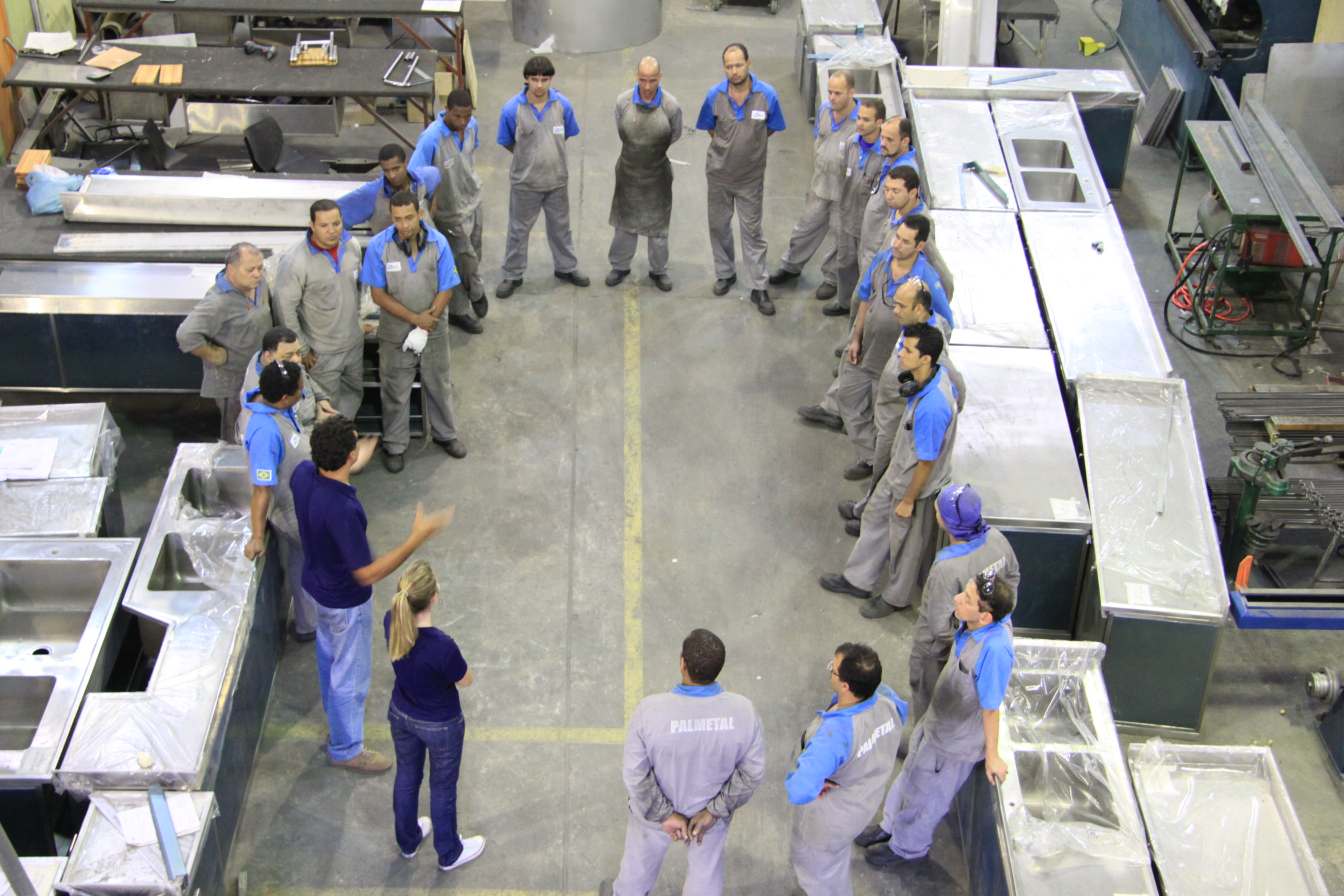
Bức ảnh cho thấy một cuộc họp đào tạo với các công nhân nhà máy của một công ty thiết kế sinh thái bằng thép không gỉ ở Rio de Janeiro, Brasil.

Thiết kế môi trường là một lĩnh vực đề cập đến quá trình giải quyết các thông số môi trường xung quanh khi đưa ra các kế hoạch, chương trình, chính sách, kiến trúc hoặc sản phẩm. Nó tìm cách tạo ra những không gian giúp tăng cường môi trường tự nhiên, xã hội, văn hóa và thể chất của các khu vực cụ thể. Thiết kế thận trọng cổ điển có thể luôn xem xét các yếu tố môi trường, tuy nhiên, phong trào môi trường bắt đầu từ những năm 1940 đã làm cho khái niệm này trở nên rõ ràng hơn.
Thiết kế môi trường cũng có thể đề cập đến nghệ thuật và khoa học ứng dụng liên quan đến việc tạo ra thiết kế môi trường do con người. Những lĩnh vực này bao gồm kiến trúc, địa lý, quy hoạch đô thị, kiến trúc cảnh quan và thiết kế nội thất. Thiết kế môi trường cũng có thể bao gồm các lĩnh vực liên ngành như bảo tồn lịch sử và thiết kế chiếu sáng. Về phạm vi rộng lớn hơn, thiết kế môi trường có ý nghĩa đối với kiểu dáng công nghiệp của các sản phẩm như: ô tô cải tiến, máy phát điện gió, thiết bị năng lượng mặt trời và các loại thiết bị khác. Hiện tại, thuật ngữ này đã được mở rộng để áp dụng cho các vấn đề sinh thái và bền vững.

## Thiết kế và quy hoạch môi trường
Thiết kế và quy hoạch môi trường là thuật ngữ được sử dụng bởi một số chương trình tiến sĩ áp dụng cách tiếp cận đa ngành đối với môi trường xây dựng. Thông thường, các chương trình thiết kế và quy hoạch môi trường đề cập đến lịch sử hoặc thiết kế kiến trúc (nội thất hoặc ngoại thất), quy hoạch thành phố hoặc khu vực, lịch sử hoặc thiết kế kiến trúc cảnh quan, quy hoạch môi trường, khoa học xây dựng, địa lý văn hóa hoặc bảo tồn lịch sử. Các phương pháp khoa học xã hội thường xuyên được sử dụng. Các khía cạnh xã hội học hoặc tâm lý học có thể là một phần của chương trình nghiên cứu.
Khái niệm "môi trường" trong các chương trình này khá rộng và có thể bao gồm các khía cạnh của môi trường tự nhiên, xây dựng, công việc hoặc xã hội.

### Lĩnh vực nghiên cứu
- Kiến trúc
- Quản lý xây dựng
- Sinh thái học
- Thiết kế tác động môi trường
- Quy hoạch môi trường
- Tâm lý học môi trường
- Xã hội học môi trường
- Bảo tồn lịch sử
- Kiến trúc cảnh quan
- Xã hội học kiến trúc
- Bền vững
- Quy hoạch đô thị